# Temple Valley
Temple Valley – osada w Anglii, w hrabstwie Hampshire, w dystrykcie Winchester. Leży 10 km na wschód od miasta Winchester i 93 km na południowy zachód od Londynu.